# Región de Potaro-Siparuní
La región de Potaro-Siparuní (Región 8) es una región de Guyana, reclamada por Venezuela. Según el censo de 2012, tiene una población de 10 190 habitantes.
Limita con la región de Cuyuní-Mazaruní al norte, las regiones de Alto Demerara-Berbice y de Berbice Oriental-Corentyne al este, la región de Alto Tacutu-Alto Esequibo al sur y el Brasil al oeste.
Las villas principales de la región son Campbelltown, Orinduik, Mahdia, Paramakatoi y Tumatumari.

## Disputa territorial
Esta región es disputada por Venezuela dentro de la zona de reclamación bajo la denominación del Estado Guayana Esequiba. No se incluye en la zona en reclamación el sector ubicado al este del río Esequibo en el área no clasificada de Resto de la región 8.[cita requerida]

## Población
Según el censo de 2002 en ese momento la región tenía una población de 10.095 habitantes.
- 1980: 4.485
- 1991: 5.615
- 2002: 10.095

## Subdivisión territorial
Comprende ocho áreas no clasificadas.
| Tipo de subdivisión | Nombre                          | Código estadístico |
| ------------------- | ------------------------------- | ------------------ |
| Área no clasificada | Mahdia+Río Kuribrong+Mona Falls | 801                |
| Área no clasificada | Monkey Mountain                 | 802                |
| Área no clasificada | Paramakatoi                     | 803                |
| Área no clasificada | Río Maripari+Kurukabaru         | 804-805            |
| Área no clasificada | Kopanang, Waipa, Kenepai        | 806                |
| Área no clasificada | Río Chenapau                    | 807                |
| Área no clasificada | Kaibarupai                      | 808                |
| Área no clasificada | Resto de la región 8 (*1)       | 809                |

(*1) El sector ubicado al este del río Esequibo es la única parte de la región que no está sujeta a reclamación de Venezuela.